# Falsterflint
Falsterflint er en særlig type flint, som er blålig og ofte forsynet med et båndagtigt mønster. Flinten
er opkaldt efter den danske ø Falster og findes både der og på naboøen Lolland i betydelige mængder. Falsterflinten var lettilgængeligt disse steder i stenalderen og var en eftertragtet handelsvare, fordi den var af meget høj kvalitet. Våben lavet af dette materiale er i stenalderen blevet lavet lokalt og derefter eksporteret til egne af Sverige og Norge, hvor man ikke har naturlige flinteforekomster.
Museumsinspektør Peter Vang Petersen fra Nationalmuseet sagde i forbindelse med et fund af to flintøkser af materialet på øen Vigsø nordøst for Lolland i 2014, at forekomsten af falsterflint gjorde, at datidens lolland-falstringer kunne opfattes som "datidens svar på nutidens oliesheiker" på grund af deres nemme adgang til den eftertragtede råvare.
Arkæologer har også fundet dansk falsterflint så langt væk som ved Sortehavet.